# 三鷹ネットワーク大学
三鷹ネットワーク大学（みたかネットワークだいがく）は、東京都三鷹市下連雀に本部を置く地域の大学である。2005年10月に開校した。学校教育法上の大学とは異なる。運営主体は、特定非営利活動法人三鷹ネットワーク大学推進機構。

## 概要
教育及び研究機関と連携し、それら機関の学術的資源や情報を市民や企業に還元及び提供する事業である。これにより社会貢献を果たすことを目的としている。
「民学産公」の協働を掲げた事業展開は全国でも類例がなく、一般的な「大学間コンソーシアム」、「産学連携」、「産学官連携」等の連携事業の枠を超え、これにNPOや市民の参加・視点が加わることで、活動をより幅広いものとしている。三鷹市が事業の基盤を支えつつ、NPOの機動力、柔軟性、大学や企業等の知的資源を活用してユニークな取り組みを展開中。
「教育・学習」、「研究・開発」、「窓口・ネットワーク」の三つの機能を備え、「教育・学習」機能では、年間約90件、500コマ以上の講座を幅広く開講し、7,000人以上が受講している。「研究・開発」機能では、会員との「民学産公協働研究」により、新技術・新システム、新商品やサービスの開発に必要な実証実験などを三鷹をフィールドとして実施するほか、ビジネスインキュベート支援等を行う。「窓口・ネットワーク」機能では、若者からシニアまで、対象ごとのキャリアデザイン支援の企画等を実施。

## 沿革

### 略歴
- 2005年5月 - 運営主体となる三鷹ネットワーク大学推進機構設立
- 2005年8月 - 東京都知事よりNPO法人認証
- 2005年10月 - 三鷹ネットワーク大学開設

## 講座
開講講座には5つのジャンルがある。それぞれのジャンルに複数の講座が開講されている。
- 特別セミナー
- 協働のまちづくり
- 地域ケア
- ビジネス関連
- 文化・教養

## 会員

### 正会員
正会員は20団体である。（2020年5月26日現在）
- アジア・アフリカ文化財団
- 亜細亜大学
- 海上・港湾・航空技術研究所
- 杏林大学
- 国際基督教大学
- 国立天文台
- 成蹊大学
- 大正大学
- 電気通信大学
- 東京外国語大学
- 東京学芸大学
- 東京女子大学
- 東京都立大学
- 東京農工大学
- 日本獣医生命科学大学
- 日本女子体育大学
- 法政大学
- 明治大学
- ルーテル学院大学
- 三鷹市

### 賛助会員
賛助会員は57団体である。そのうち大学は次の5団体である。（2024年4月1日現在）
- 静岡県立大学短期大学部
- 白百合女子大学
- 東京大学大学院総合文化研究科・教養学部
- 東洋学園大学
- 武蔵野大学

## 所在地
- 本部 - 東京都三鷹市下連雀3-24-3 三鷹駅前協同ビル3階